# 소희 (1999년)
소희(본명: 김소희, 1999년 12월 31일 ~ )는 대한민국의 전 가수로 걸 그룹 앨리스의 멤버였다.

## 생애
2016년 《K팝스타 6》에 참가하였으며, 크리샤 츄, 김혜림과 함께 "퀸즈"라는 이름으로 걸 그룹을 결성하여 준우승을 차지하였다.
2017년 5월 21일을 기하여 《SBS 인기가요》를 통해 'Spotlight'라는 곡으로 솔로 가수 데뷔했고, 동년 6월 1일, 민가린과 함께 걸 그룹 엘리스의 구성원으로 정식 데뷔하였다.
2018년 1월에 댄스 트레이닝을 위해 미국 로스앤젤레스로 약 한 달 동안 유학을 떠났다.

## 학력
- 관교여자중학교 (졸업)
- 학익여자고등학교 (졸업)

## 음반 목록

### 싱글
- "Spotlight" (2017)

## 출연 작품

### 텔레비전 프로그램
- 《K팝스타 6》 (2016.11.20~2017.4.9) - 참가자
- 《본격연예 한밤》(2017.05.26~2017.12.26) - 리포터
- 《영재 발굴단》(2018.01.18)
- 《비디오스타》(2018.10.30)
- 《대한외국인》 (2021.01.06)
- 《미스터리 음악쇼 복면가왕》 (2021.05.02~05.09) - 참가자
- 《꼬리에 꼬리를 무는 그날 이야기》(2023.01.26)

### 드라마
- 《성스러운 아이돌》 (2023, tvN) - 리즐 역 (특별출연)

### 영화
- 《아이돌레시피》 (2022년) - 지안 역
- 《정보원(영화)》 (미상)

### 광고
| 연도 | 기업명 | 제품명          | 종류        | 참고 |
| ---- | ------ | --------------- | ----------- | ---- |
| 2017 | 아큐브 | 디파인 래디언트 | 콘택트 렌즈 |      |